# Joker Out
Joker Out è un gruppo musicale sloveno formato a Lubiana nel 2016.
Hanno rappresentato la Slovenia all'Eurovision Song Contest 2023 col brano Carpe diem.

## Storia
Il gruppo si è formato nel maggio 2016 in seguito allo scioglimento degli Apokalipsa, band nella quale Bojan Cvjetićanin, Martin Jurkovič, Matic Kovačič e Luka Škerlep erano musicisti. Cvjetićanin, Jurkovič e Kovačič hanno quindi deciso di formare insieme a Kris Guštin e Jan Peteh, due componenti del gruppo Bouržuazija, un nuovo progetto, i Joker Out. La loro prima esibizione dal vivo è avvenuta al Festival na gaju il 21 maggio 2016.
La band ha da subito intrapreso un'intensa attività concertistica che li ha portati, nei mesi successivi, a esibirsi, fra gli altri, al Bežirock, al Šubafest, e al concorso Špil liga, del quale hanno vinto la quarta edizione. Il loro primo concerto come headliner si è tenuto il 2 novembre 2019 nella capitale slovena. Nel 2020 Jure Maček ha sostituito il batterista Matic Kovačič. Nello stesso anno hanno vinto il premio musicale Zlata piščal al miglior artista emergente, seguito nel 2021 e nel 2022 dal premio all'artista dell'anno.
Nell'ottobre 2021 è uscito il loro album di debutto, Umazane misli, promosso da due concerti dal vivo, il secondo dei quali è stato trasmesso su RTV Slovenija. Il loro secondo album, Demoni, è uscito nell'agosto 2022. Poco dopo il bassista Martin Jurkovič ha annunciato il suo ritiro dalla band per poter completare i suoi studi all'estero; Nace Jordan lo sostituisce.
L'8 dicembre 2022 RTV Slovenija ha annunciato di aver selezionato internamente i Joker Out come rappresentanti sloveni all'Eurovision Song Contest 2023 a Liverpool, marcando la seconda volta in 27 partecipazioni in cui l'ambasciatore nazionale alla manifestazione europea è stato scelto direttamente dall'emittente piuttosto che attraverso una selezione pubblica. Il loro brano eurovisivo, Carpe diem, è stato presentato il 4 febbraio 2023 durante lo speciale televisivo di TV SLO 1 Misija Liverpool. Nel maggio successivo, dopo essersi qualificati dalla seconda semifinale, i Joker Out si sono esibiti nella finale eurovisiva, dove si sono piazzati al 21º posto su 26 partecipanti con 78 punti totalizzati.

## Formazione
Attuale
- Bojan Cvjetićanin − voce
- Jure Maček − batteria
- Kris Guštin − chitarra
- Jan Peteh − chitarra
- Nace Jordan – basso

Membri precedenti
- Matic Kovačič − batteria
- Martin Jurkovič − basso

## Discografia

### Album in studio
- 2021 – Umazane misli
- 2022 – Demoni
- 2024 – Souvenir Pop

### Album dal vivo
- 2024 – Live from Arena Stožice

### Singoli
- 2017 – Omamljeno telo
- 2019 – Gola
- 2020 – Vem da greš
- 2020 – Umazane misli
- 2021 – A sem ti povedal
- 2022 – Katrina
- 2023 – Carpe diem
- 2023 – New Wave (con Elvis Costello)
- 2023 – Sunny Side of London
- 2024 – Everybody's Waiting
- 2024 – Šta bih ja
- 2024 – Bluza
- 2024 – Stephanie